# دم‌سرخ آمریکایی
دم‌سرخ آمریکایی (نام علمی: Setophaga ruticilla) نام یک گونه از راسته گنجشک‌سانان است.